# (11087) Yamasakimakoto
(11087) Yamasakimakoto (1993 TK1) – planetoida z grupy pasa głównego asteroid okrążająca Słońce w ciągu 3,3 lat w średniej odległości 2,22 j.a. Odkryta 15 października 1993 roku.